# جون غريغوري موراي
جون غريغوري موراي (بالإنجليزية: John Gregory Murray)‏ هو قسيس أمريكي، ولد في 26 فبراير 1877 في واتربوري في الولايات المتحدة، وتوفي في 11 أكتوبر 1956 في سانت بول في الولايات المتحدة.